# James John Garth Wilkinson

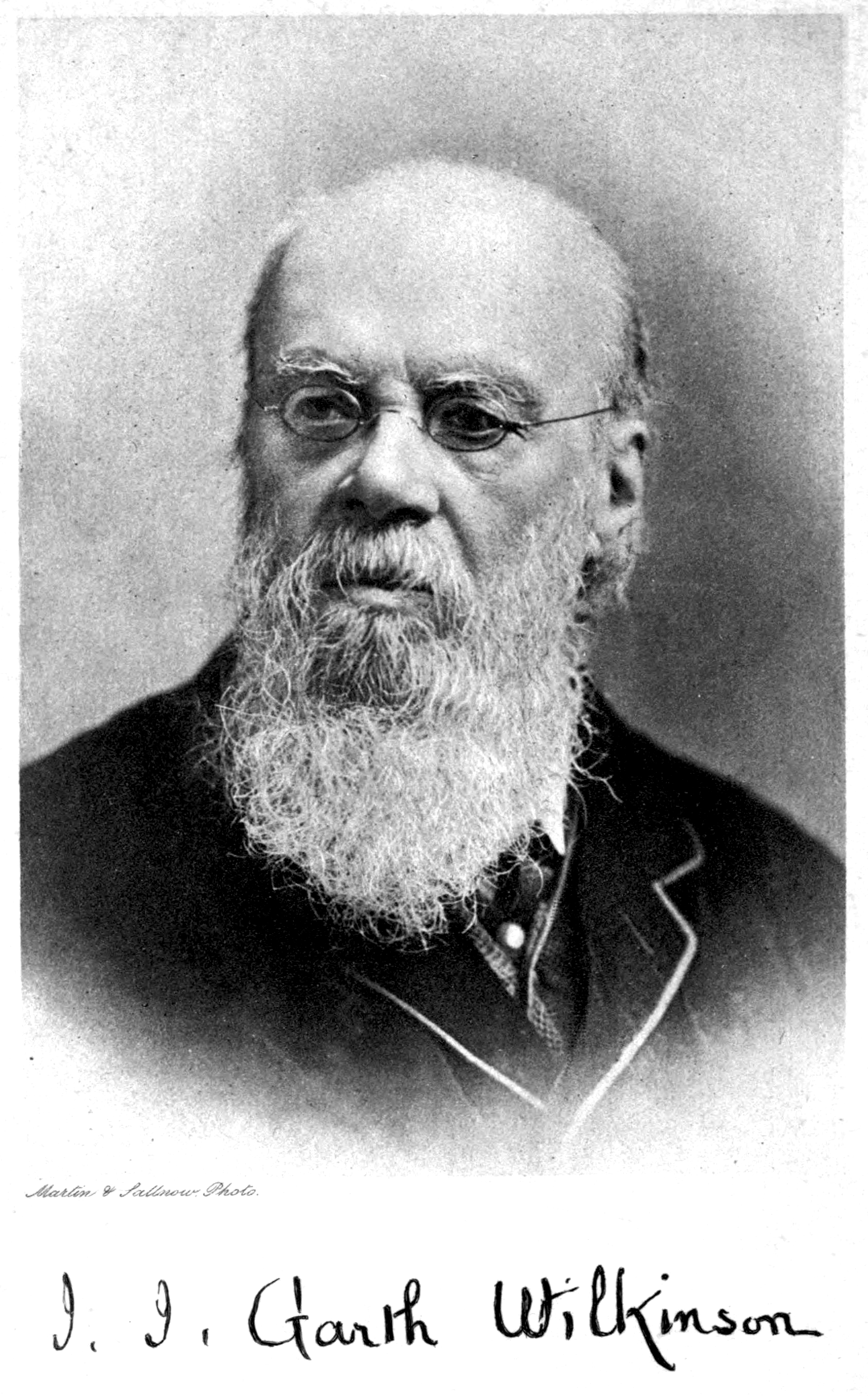
James John Garth Wilkinson.

James John Garth Wilkinson, född den 3 juni 1812 i London, död den 18 oktober 1899 i South Hampstead, var en engelsk swedenborgsk skriftställare. 
Wilkinson studerade medicin och etablerade sig 1834 som homeopatisk läkare. Tidigt fängslades han av Swedenborgs skrifter, åt vilkas bekantgörande han ägnade sitt livs arbete och en ej ringa filosofisk begåvning. Åren 1840-50 utgav han en rad av Swedenborgs skrifter, bland annat den viktiga Regnum animale i engelsk översättning och skrev en vältalig och vida spridd biografi över Swedenborg (1:a upplagan 1849). 
Hans författarskap inverkade på  bland andra Emerson, Carlyle och Tennyson. För övrigt inskränkte sig den mångsidige mannens intresse inte till Swedenborg. Han var lingvist och kännare av skandinaviska språk och litteratur, skrev dikter i mystik anda (Improvisations from the Spirit, 1857), sysslade med sociala och medicinska reformer och bekämpade vivisektion och vaccination. Hans byst och porträtt finns hos Swedenborg Society i London.